# Méjannes-le-Clap
 Méjannes-le-Clap  es una población y comuna francesa, situada en la región de Languedoc-Rosellón, departamento de Gard, en el distrito de Alès y cantón de Barjac.

## Demografía
| 17 | 31 | 34 | 98 | 223 | 304 |
| Para los censos de 1962 a 1999 la población legal corresponde a la población sin duplicidades (Fuente: INSEE [Consultar]) |    |    |    |     |     |